# جميل (جنديرس)
جميل (بالكردية:  Hemêlkê‏) هي قرية سوريّة تتبع إداريّاً لمحافظة حلب منطقة عفرين ناحية جنديرس، وبلغ تعداد سكانها 540 نسمة حسب قيود السجل المدني لنهاية عام 2005.